# IC 1555
IC 1555 — галактика типу Scd () у сузір'ї Скульптор.
Цей об'єкт міститься в оригінальній редакції індексного каталогу.